# Scinax juncae
Espèce
Scinax juncae est une espèce d'amphibiens de la famille des Hylidae.

## Répartition
Cette espèce est endémique du Brésil. Elle se rencontre à Igrapiúna, Jussari et Boa Nova dans l'État de Bahia et à Salto da Divisa dans l'État de Minas Gerais.

## Étymologie
Son nom d'espèce, juncae, lui a donné en l'honneur de Flora Acuña Juncá, en reconnaissance de sa contribution à l'étude des amphibiens du Brésil.

## Publication originale
- Nunes & Pombal, 2010 : A new Scinax Wagler (Amphibia, Anura, Hylidae) from the Atlantic rain forest remains of southern state of Bahia, north-eastern Brazil. Amphibia-Reptilia, vol. 31, p. 347-353 (« texte intégral »(Archive.org • Wikiwix • Archive.is • Google • Que faire ?)).